# Fargesia brevipes
Fargesia brevipes är en gräsart som först beskrevs av Mcclure, och fick sitt nu gällande namn av Tong Pei Yi. Fargesia brevipes ingår i släktet bergbambusläktet, och familjen gräs. Inga underarter finns listade i Catalogue of Life.